# O Caderno Negro
O Caderno Negro é o primeiro livro da escritora e realizadora portuguesa Cláudia Clemente. O Caderno Negro é um livro de contos descritos por Eduardo Prado Coelho como “Contos de Solidão e Loucura” . O livro foi editado pela Tinta Permanente em Junho de 2003.
Alguns dos contos foram já adaptados ao cinema e realizados pela própria autora como,  A mulher morena e A outra.

## Lista de contos
- A mulher morena
- A outra
- Visita à ilha
- A Mamã
- Moeda ao ar
- O levantamento
- A vizinha
- Diário encontrado no lixo
- Noite de Santo António
- Amarna
- História de uma traição
- Jerónimos
- Descobrimentos
- A preto e branco
- Daniel
- O telefone
- O caderno negro
- Noite de hotel
- Domingo em Manhattan